# 3e régiment de chevau-légers lanciers
Le 3e régiment de chevau-légers lanciers également appelé plus simplement 3e régiment de chevau-légers ou 3e régiment de lanciers est une unité de cavalerie française issue du 8e régiment de dragons.

## Création et différentes dénominations
- Création du 3e régiment de chevau-légers lanciers par changement de nom du 8e régiment de dragons lors de la réforme des corps de cavalerie en 1811[1].
- 12 mai 1814 : Prend le nom de régiment de lanciers du Dauphin.
- 1er mars 1815 : Reprend le nom de 3e régiment de chevau-légers lanciers
- 16 juillet 1815 : Le régiment est licencié.

## Chefs de corps
- 22 juin 1811-10 mars 1813 : Alexandre Lebrun
- 11 mars 1813-19 avril 1814 : Charles Hatry
- 20 avril - 9 octobre 1814 : Eugène d'Hautefeuille
- 9 octobre 1814 - 19 avril 1815 : François Michel
- 19 avril-16 juillet 1815 : Charles Martigue

## Historique
Le 3e régiment de chevau-légers lanciers est formé par décret impérial du 18 juin 1811 du 8e régiment de dragons.
Le 3e régiment de chevau-légers lanciers fait la campagne de Russie de 1812 au corps d'observation de l'Elbe et au 5e corps de cavalerie de réserve de la Grande Armée et participe aux batailles de Polotsk et de la Bérézina.
Il fait la campagne de 1813 en Allemagne, au 1er corps de cavalerie de la Grande Armée, ou il combat aux batailles de Bautzen, de Dresde, de Leipzig et de Hanau.
En 1814, il est en France, au 1er corps de cavalerie, ou il participe aux batailles de Champaubert et de Vauchamps (14 février).
Lors de la réorganisation des corps de cavalerie, le 12 mai 1814, le 2e régiment de chevau-légers lanciers garde en premier lieu son numéro avant de prendre la dénomination de régiment de lanciers du Dauphin.
À son retour de l'île d'Elbe, le 1er mars 1815, Napoléon Ier, réorganisa les différents corps de l'armée. Un décret du 20 avril 1815 rendit aux anciens régiments de cavalerie les numéros qu'ils avaient perdus sous la première restauration. Le régiment reprend le nom de 3e régiment de chevau-légers lanciers et durant les Cent-Jours il est aux campagnes de Belgique et de France et combat aux batailles de Ligny et de Mont-Saint-Jean.
Le 16 juillet 1815, comme l'ensemble de l'armée napoléonienne, il est licencié à la Seconde Restauration et le régiment n'est pas recréé. Les effectifs du 3e lanciers sont intégrés au 1er régiment de chasseurs à cheval de l'Allier.

## Personnalités

### Charles Hatry
Charles Joseph Jean-Baptiste Georges Hatry né le 18 janvier 1781 à Strasbourg et décédé le 14 octobre 1813 à la bataille de Leipzig est le fils de Jacques Hatry et le frère d'Auguste Hatry.

Sous-lieutenant en 1797 il est promu lieutenant en 1800 puis capitaine en 1801 et devient aide de camp du général Charpentier en 1808.

En 1809 il devient chef d'escadrons et est fait en 1810 chevalier de l'Empire. Devenu major en 1812 il est nommé, l'année suivante colonel du 3e régiment de chevau-légers lanciers le 11 mars 1813. Il est tué à la bataille de Leipzig.

### François Michel
François Michel dit Desfossés, né le 29 janvier 1773 à Saint-Révérien et décédé dans la même ville le 1er novembre 1834 commence sa carrière militaire, en tant que chasseur, le 23 mars 1789 dans le régiment de chasseurs de Bretagne, qui deviendra le 10e régiment de chasseurs à cheval en 1791, avec lequel il fait les campagnes de 1792 à 1806.

Chasseur en 1789, il est promu brigadier en 1794, maréchal-des-logis en 1796 et est fait prisonnier à Trévise en mars 1797. Devenu maréchal-des-logis-chef en septembre 1797, il passe sous-lieutenant en 1799, lieutenant en 1802, adjudant-major en 1804 et il est décoré de la Légion d'honneur. Nommé capitaine-adjudant-major en 1805, il devient aide de camp du général Colbert. Blessé à la bataille d'Iéna, il est promu chef d'escadron au 10e régiment de chasseurs à cheval. Devenu officier de la Légion d'honneur en 1808, il est promu, la même année, colonel du 22e régiment de chasseurs à cheval et combat en Espagne et au Portugal il est blessé à la bataille des Arapiles.

Lors de la première Restauration, en 1814, il est fait chevalier de l'ordre royal et militaire de Saint-Louis et prend le commandement du régiment de lanciers du Dauphin.

Durant les Cent-Jours, il est placé en non activité et est admis à la retraite en 1820.
 
Il meurt à Saint-Révérien le 1er novembre 1834.

### Charles Martigue
Charles François Martigue (également écrit Martique), né le 10 avril 1777 à Versailles et mort le 23 mars 1825 à Château-Thierry, est promu colonel pendant les cent-jours et prend la tête du 3e régiment de chevau-légers lanciers, avec lequel il se couvre de gloire lors de la bataille de Mont-Saint-Jean. Il est à nouveau blessé de deux coups de lance.